# Tour des Landes
Le Tour des Landes est une course cycliste française disputée le dernier week-end du mois d'août dans le département des Landes. Créée en 1968, cette épreuve par étapes est organisée par un Comité régional. 

## Histoire
Pour l'édition 2018, la course est déplacée aux 4 et 5 août. En 2020, les organisateurs raccourcissent l'épreuve sur une journée. En 2021, l'épreuve retrouve une place normale dans le calendrier avec trois jours de course : un prologue et deux étapes en ligne.

## Palmarès
| Année     | Vainqueur              | Deuxième            | Troisième           |
| --------- | ---------------------- | ------------------- | ------------------- |
| 1968      | Claude Fava            | Bernard Labourdette | Francis Dubreuil    |
| 1969      | Claude Magni           | Alain Bernard       | Joseph Kerner       |
| 1970      | Daniel Vermeulen       | Claude Mazeaud      | Michel Fédrigo      |
| 1971      | Guy Frosio             | Alain Cigana        | Michel Fédrigo      |
| 1972-1987 | non disputé            |                     |                     |
| 1988      | Serge Mendousse        |                     |                     |
| 1989      | Christophe Chasserand  | Éric Frutoso        | Patrice Monti       |
| 1990      | Clayton Stevenson (en) | Daniel Pandelé      | Stéphane Dief       |
| 1991      | Pierre-Henri Menthéour | Gérard Ianotto      | Alain Lagière       |
| 1992      | Erwann Menthéour       | Gérard Ianotto      | Daniel Pandelé      |
| 1993      | Freddy Arnaud          | Karim Souchon       | Frédéric Touzeaud   |
| 1994      | Gilles Chauvin         | Frédéric Delalande  | Grégory Perez       |
| 1995      | Gilles Chauvin         | Olivier Asmaker     | Simon               |
| 1996      | Christian Blanchard    | David Millar        | Guillaume Destang   |
| 1997      | René Taillandier       | David Marié         | Yvan Becaas         |
| 1998      | Gilles Zech            | Frédéric Delalande  | Francis Bareille    |
| 1999      | Julien Laidoun         | Guillaume Judas     | Anthony Supiot      |
| 2000      | Pascal Pofilet         | Stéphane Pétilleau  | Igor Pavlov         |
| 2001      | Adrian Cagala          | Jonathan Dayus      | Jean-Baptiste Llati |
| 2002      | annulé                 |                     |                     |
| 2003      | Tomasz Kaszuba         | Xabat Otxotorena    | Freddy Ravaleu      |
| 2004      | Frédéric Lecrosnier    | Nicolas Crosbie     | Julien Belgy        |
| 2005-2006 | non disputé            |                     |                     |
| 2007      | Sébastien Turgot       | Kieran Page         | Jonathan Dayus      |
| 2008-2009 | non disputé            |                     |                     |
| 2010      | Alexis Tourtelot       | Julien Schick       | Mickaël Szkolnik    |
| 2011      | Fabien Fraissignes     | Jean Mespoulède     | Romain Sdrigotti    |
| 2012      | Julien Ballion         | David Tauzia        | Mathieu Malbert     |
| 2013      | Quentin Pacher         | Alexis Guérin       | Pierre Comet        |
| 2014      | Jean Mespoulède        | Romain Campistrous  | Nicolas Rousseau    |
| 2015      | Alexandr Kulikovskiy   | Pierre Créma        | Willy Perrocheau    |
| 2016      | Pierre Créma           | Yoän Vérardo        | Tristan Sélivert    |
| 2017      | Lucien Capot           | Thomas Acosta       | Julien Kerboriou    |
| 2018      | Lucien Capot           | Eneko Aramendia     | Gaëtan Bouchery     |
| 2019      | Kévin Besson           | Erwan Soulié        | Benoît Ladeiro      |
| 2020      | Louis Lapierre         | Javier Serrano      | David Menut         |
| 2021      | Amaury Pacouret        | Aurélien Costeplane | Thomas Devaux       |
| 2022      | Florent Castellarnau   | Romain Campistrous  | Victor Vidal        |
| 2023      | Luca De Vincenzi       | Sébastien Havot     | Mathieu Ceresuela   |
| 2024      | annulé                 |                     |                     |